# FK Zemun
FK Zemun (Servisch: ФК Земун) is een Servische voetbalclub uit Zemun, op de rand van de hoofdstad Belgrado. De club speelt in het Zemun Stadsstadion.

## Geschiedenis
Wegens de Tweede Wereldoorlog vond er geen voetbalcompetitie plaats aan het einde van de oorlog. Direct na het einde van deze oorlog vonden er terug sportactiviteiten plaats in Zemun. In 1945 werd de club FK Maksim Divnić opgericht, vernoemd naar een speler van voor de Tweede wereldoorlog die stierf als Partizaan tijdens deze oorlog. Na enkele wedstrijden veranderde de club zijn naam in FK Sremac Zemun. In datzelfde jaar werd ook FK Sparta Zemun, vernoemd naar de gelijknamige vooroorlogse club, opgericht in de Zemun. Op 20 oktober 1946 werden de twee clubs samengevoegd in een sportgemeenschap waarvan de voetbalclub de naam FK Jedinstvo Zemun kreeg. Jedinstvo (Servisch: Јединство) valt te vertalen als eenheid of eendracht.
In 1962 promoveerde de club naar Divisie Oost van de Joegoslaafse tweede klasse, deze was toen opgedeeld in Oost en West. Na twee seizoenen zakte de club terug naar de Joegoslaafse derde klasse. Aan het einde van dit decennium verkeerde de club in financiële problemen wat resulteerde in een fusie. Op 23 februari 1969 fusioneerde FK Jedinstvo Zemun met FK Galenika tot FK Galenika Zemun. FK Gelenika was een club uit Zemun gesponsord door het farmaceutisch bedrijf Galenika. De fusie bracht de nodige financiële middelen mee en in 1970 promoveerde de nieuwe club naar de Joegoslaafse tweede klasse.
De club werd een sterke ploeg en miste enkele keren maar nipt promotie. In 1982 promoveerde de club naar de Joegoslaafse eerste klasse en bereikte de halve finale van de beker die het verloor tegen, latere winnaar, Rode Ster Belgrado. Het verblijf in de hoogste klasse was niet van lange duur, na één seizoen degradeerde de club terug naar de tweede klasse van Joegoslavië.
In 1985 veranderde de club zijn naam naar zijn huidige naam FK Zamun, vernoemd naar de locatie van de club. Er volgde een degradatie naar de derde klasse, maar hierna ook twee opeenvolgende promoties waardoor de club in 1990 terug in de Joegoslaafse eerste klasse kon aantreden. Na het uiteenvallen van de Socialistische Federale Republiek Joegoslavië in 1992 werd de eerste klasse opsplitst, hierdoor trad FK Zemun nu aan in de Servië en Montenegreinse Eerste klasse. Deze keer ging het wel goed voor FK Zemun. Het behaalde in seizoen 1992-93 de vierde plaats, achter topclubs Partizan Belgrado, Rode Ster Belgrado en FK Vojvodina, en bereikte weer de halve finale van de beker. In het daaropvolgende seizoen 1993-94 werd de vijfde plaats behaald. De club speelde zelfs Europese wedstrijden in 1996, toen de club deel nam aan de Intertoto Cup. De club bleef in de eerste klasse en werd nogmaals vijfde in seizoen 2004-05.
In 2006 werd Servië en Montenegro ontbonden in twee aparte staten, ook de voetbalcompetitie werd in twee gedeeld. In seizoen 2006-07 trad FK Zemun aan in de nieuwe Superliga, de Servische eerste klasse. Dit was geen succes, de club degradeerde naar de Servische tweede klasse en in het daarop volgende seizoen volgde zelfs een degradatie naar de Servische derde klasse. Opmerkelijk genoeg werd in seizoen 2007-08 wel de finale van de Servische voetbalbeker bereikt, die met 3-0 verloren werd van Partizan Belgrado. Omdat Partizan Belgrado zich reeds kwalificeerde voor de Champions League verkreeg FK Zemun een plaats in de Uefa Cup die vast hing aan de bekerwinst. FK Zemun wist echter geen licentie te verkrijgen van UEFA waardoor Borac Čačak (vierde in Superliga 2006-07) hun plaats in nam.
Hierna volgde een decennium waarin de club meerdere malen promoveerde en degradeerde tussen de tweede en derde klasse. Na een tweede plaats in de Servische Tweede Klasse in seizoen 2016-17 mocht de club in het daaropvolgende seizoen terug aan treden in de Superliga. In 2019 degradeerde de club.

## Resultaten
| Seizoen  | Niveau | Competitie  | Positie | Punten  |
| -------- | ------ | ----------- | ------- | ------- |
| 2006/07. | 1      | Superliga   | 12.     | 7       |
| 2007/08. | 2      | Prva Liga   | 15.     | 42      |
| 2008/09. | 3      | Srpska Liga | 1.      | 79      |
| 2009/10. | 2      | Prva Liga   | 12.     | 43      |
| 2010/11. | 2      | Prva Liga   | 16.     | 33      |
| 2011/12. | 3      | Srpska Liga | 3.      | 54      |
| 2012/13. | 3      | Srpska Liga | 4.      | 51      |
| 2013/14. | 3      | Srpska Liga | 8.      | 43      |
| 2014/15. | 3      | Srpska Liga | 1.      | 75      |
| 2015/16. | 2      | Prva Liga   | 10.     | 39      |
| 2016/17. | 2      | Prva Liga   | 2.      | 61      |
| 2017/18. | 1      | Superliga   | 11.     | 26 (43) |
| 2018/19. | 1      | Superliga   | 16.     | 18      |
| 2019/20. | 2      | Prva Liga   | -       | -       |

## FK Zemun in Europa
| Seizoen | Competitie    | Ronde | Land               | Club               | Score    |
| ------- | ------------- | ----- | ------------------ | ------------------ | -------- |
| 1983    | Mitropacup    | Groep | Vlag van Hongarije | Vasas Boedapest    | 2-1, 1-3 |
|         |               | Groep | Vlag van Tsjechië  | ZVL Žilina         | 0-2, 2-0 |
|         |               | Groep | Vlag van Italië    | Hellas Verona      | 1-1, 4-2 |
| 1996    | Intertoto Cup | Groep | Vlag van Frankrijk | EA Guingamp        | 0-1      |
|         |               | Groep | Vlag van Finland   | FF Jaro            | 3-2      |
|         |               | Groep | Vlag van Roemenië  | Dinamo Boekarest   | 2-1      |
|         |               | Groep | Vlag van Georgië   | Kolcheti 1913 Poti | 3-2      |

Zie ook Deelnemers UEFA-toernooien Servië

## Bekende (ex-)spelers
- Dejan Čurović
- Ilija Stolica
- Mladen Lazarević